# London Symphony Orchestra, Vol. 1
London Symphony Orchestra, Vol. 1 es un álbum de 1983 del músico y compositor Frank Zappa. Está ejecutado por la Orquesta Sinfónica de Londres, siendo el tercer álbum de Zappa con una orquesta, después de Lumpy Gravy (1967) y Orchestral Favorites (1979). En 1995, se combinó con su sucesor London Symphony Orchestra, Vol. 2 de 1987, para su edición en CD de manos de Rykodisc, llamándose London Symphony Orchestra Vol. 1 & 2. El álbum original se retocó en el estudio para esconder algunas notas fuera de tono y para añadir reverberación. Estos arreglos no se aplicaron a la edición de 1995.
Las ediciones en el estudio se hicieron con una grabadora multipistas, siendo una de las primeras de este tipo con una orquesta. Al grabar a la orquesta en secciones, el álbum ganas en matices, más que cualquier grabación de este tipo hasta el día. 

## Lista de canciones

### Cara A
1. "Sad Jane" – 10:05
2. "Pedro's Dowry" – 10:26
3. "Envelopes" – 4:11

### Cara B
1. "Mo 'n Herb's Vacation, First Movement" – 4:50
2. "Mo 'n Herb's Vacation, Second Movement" – 10:05
3. "Mo 'n Herb's Vacation, Third Movement" – 12:56

## Personal

### Músicos
- Orquesta Sinfónica de Londres dirigida por Kent Nagano
- David Ocker – clarinete
- Chad Wackerman – batería
- Ed Mann – percusión

### Producción
- Frank Zappa – productor
- Mark Pinske – Ingeniero
- John Vince – Diseño artístico